# Smilax magnifolia
Smilax magnifolia är en enhjärtbladig växtart som beskrevs av James Francis Macbride. Smilax magnifolia ingår i släktet Smilax och familjen Smilacaceae. Inga underarter finns listade.